# McKinsey & Company
McKinsey & Company er et amerikansk managementkonsulentfirma, der blandt andet har kontor i København.
Tidligere finansminister Bjarne Corydon (S) fik i 2015 en stilling som direktør for én af McKinseys afdelinger.
McKinsey har været centrum for en række stor kontroverser i forbindelse med deres virksomhedspraksis. Firmaet er blevet kritiseret for sin rolle i at fremme salget af OxyContin under opioidkrisen i Nordamerika, sit arbejde med Enron, og for sit arbejde med autoritære regimer som Saudi Arabien og Rusland.